# Кнаппертсбуш, Ханс
Ханс Кнаппертсбуш (нем. Hans Knappertsbusch; 12 марта 1888, Эльберфельд — 25 октября 1965, Мюнхен) — немецкий дирижёр. Более всего известен как исполнитель музыки Вагнера, Брукнера и Брамса.

## Биография
Ханс Кнаппертсбуш родился в Эльберфельде (ныне в составе Вупперталя) в семье фабриканта. Его родители вдохновили его на первый дирижёрский опыт в возрасте двенадцати лет, но впоследствии воспротивились его желанию сделать музыку своей профессией. Только после смерти отца он смог учиться в Кёльнской консерватории по классам дирижирования и фортепиано (а также изучать философию и музыковедение в Боннском университете). Кнаппертсбуш написал диссертацию на тему «Образ Кундри в „Парсифале“ Вагнера», но не защитил из-за дирижёрских обязанностей, занимавших много времени.
В 1909—1912 гг. работал в небольших театрах. В то же время принимал участие в вагнеровском фестивале в Байрейте в качестве ассистента его тогдашних руководителей Зигфрида Вагнера и Ханса Рихтера. В возрасте двадцати пяти лет стал музыкальным руководителем вагнеровского фестиваля в Голландии.
В 1918 году Кнаппертсбуш был приглашён в Лейпциг. В 1919 году принял пост генеральмузикдиректора в Дессау, став самым молодым дирижёром Германии, имевшим такой пост.
С 1922 года работал в Мюнхене, пустив в этом городе глубокие корни. Но во время нацистского режима непокорность и прямолинейность Кнаппертсбуша привели к тому, что в октябре 1935 года его вынудили уйти с поста интенданта Баварской государственной оперы и покинуть Мюнхен.
До окончания войны дирижёр работал в Вене, тесно сотрудничая с Венским филармоническим оркестром. В Австрии он много и охотно работал и до, и после войны, до тех пор, пока ключевые посты там не занял Герберт фон Караян, с которым у Кнаппертсбуша были весьма напряжённые отношения. В 1937—1955 годах Кнаппертсбуш также участвовал в Зальцбургском фестивале.
В 1945 году Кнаппертсбуш с радостью вернулся в Мюнхен, но зимой того же года оккупационные власти без особого повода запретили ему публично выступать. Он был слишком горд, чтобы защищаться и дождался того, что недоразумение было улажено и ему принесли извинения. После этого он выступал в Бамберге и Берлине, и, наконец, после долгого перерыва, возобновил свою деятельность в Мюнхене.
В 1951—1964 годах принимал участие в вагнеровском фестивале в Байрейте.
В 1957 и 1959 годах Кнаппертсбуш дирижировал вагнеровскими спектаклями в Милане (театр Ла Скала).
Похоронен в Мюнхене на Богенхаузенском кладбище.
Записи спектаклей по опере Вагнера «Парсифаль» под управлением Кнаппертсбуша, сделанные в 1951 и 1962 годах на Байройтском фестивале, относят к эталонным.